# A. G. 란가라지
A. G. 란가라지(A. G. Rangaraj, 1917년 3월 12일 ~ 2009년 3월 23일)은 인도의 군인이자 의사이다.

## 군인 경력
제60공수야전의무대 지휘관으로 한국 전쟁에 참전하였다.

## 수상
- 충무무공훈장: 2회 (1951년 8월 21일, 1951년 11월 30일)
- 마하 비르 차크라: 1회 (1951년 3월 24일)
- 국가보훈부 6.25 전쟁영웅: 2020년 7월